# 胡热图淖日
胡热图淖日，又名胡列也吐诺尔，是位于中国内蒙古自治区呼伦贝尔市陈巴尔虎旗西乌珠尔苏木北部的一个湖泊。其位置约在东经118°33′，北纬49°49′。湖面海拔536.5米，面积达3平方公里，是咸水湖。胡热图淖日在蒙古语中的意思是环形湖。